# Hieracium fuscoviridiceps
Hieracium fuscoviridiceps es una especie de planta con flor del género Hieracium, de la familia Asteraceae, orden Asterales.

## Distribución
Hieracium fuscoviridiceps se distribuye por Suecia.

## Taxonomía
Fue descrita científicamente por Folin.
Tratamiento taxonómico
La especie aparece registrada y publicada en Ark. Bot.